# Eduard Hölder
Eduard Otto Hölder (født 27. november 1847 i Stuttgart, død 14. april 1911 i Baden-Baden) var en tysk retslærd. 
Hölder blev Dr. jur. 1871, ekstraordinær professor i Zürich 1872, ordinær professor der 1873, i Greifswald 1874, i Erlangen 1880, i Leipzig som Windscheids efterfølger 1893. 
Hölder var elev af Brinz, en skarp og klar tænker, logisk og dialektisk. Med forkærlighed bevægede han sig, som Strohal siger, i "abstraktionens stejle højder", med sand spekulativ glæde stadig syslende med retsvidenskabens vanskeligste "almindelige" problemer, juridiske personer, objektiv og subjektiv ret, korreale skyldforhold og lignende.